# Liste in Ecuador vorhandener Dampflokomotiven
Dies ist eine Liste erhaltener Dampflokomotiven auf dem Gebiet von Ecuador.

## Lokomotiven mit Spurweite 42"
| Foto | Nummer oder Name | Bauart / Achsfolge | Hersteller         | Fabrik-nr. | Baujahr | Historie | Eigentümer / Betreiber / Strecke | Bemerkungen |
| ---- | ---------------- | ------------------ | ------------------ | ---------- | ------- | -------- | -------------------------------- | ----------- |
|      | ? No. ?          | B1                 | Orenstein & Koppel | 7118       | 1914    |          | Ing. San Carlos                  | [ 1 ]       |

## Lokomotiven mit Spurweite 36"
| Foto | Nummer oder Name       | Bauart / Achsfolge | Hersteller               | Fabrik-nr. | Baujahr | Historie | Eigentümer / Betreiber / Strecke | Bemerkungen |
| ---- | ---------------------- | ------------------ | ------------------------ | ---------- | ------- | -------- | -------------------------------- | ----------- |
|      | G&Q No. 17             | 1’D                | Baldwin Locomotive Works |            | 1935    |          | Guayaquil & Quito Railway        | [ 2 ]       |
|      | G&Q No. 44             | 1’D                | Baldwin Locomotive Works |            |         |          | Guayaquil & Quito Railway        | [ 3 ]       |
|      | G&Q No. 46             | 1’D                | Baldwin Locomotive Works |            |         |          | Guayaquil & Quito Railway        | [ 4 ]       |
|      | G&Q No. 58             | 1’D                | Baldwin Locomotive Works | 75590      | 1952    |          | Guayaquil & Quito Railway        | [ 5 ]       |
|      | G&Q No. 7              | 1’C                | Baldwin Locomotive Works | 19153      | 1901    |          | Centro Civico                    | [ 6 ]       |
|      | FC DE EL ORO No. 6(26) | B                  | Alco (Pittsburg)         | 29536      | 1898    |          | Duran Station                    | [ 7 ]       |
|      | G&Q No. 55             | 1’D                | Baldwin Locomotive Works |            | 1952    |          | Guayaquil & Quito Railway        | [ 8 ]       |
|      | G&Q No. 18             | 1’D                | Baldwin Locomotive Works | 61619      | 1931    |          | Guayaquil & Quito Railway        | [ 9 ]       |
|      | G&Q No. 11             | 1’C                | Baldwin Locomotive Works |            | 1900    |          | Guayaquil & Quito Railway        | [ 10 ]      |
|      | G&Q No. 49             | 1’D                | Baldwin Locomotive Works | 9230       | 1935    |          | Guayaquil & Quito Railway        | [ 11 ]      |
|      | G&Q No. 14             | 1’C                | Baldwin Locomotive Works |            | 1901    |          | Guayaquil & Quito Railway        | [ 12 ]      |
|      | G&Q No. 8              | 1’C                | Baldwin Locomotive Works | 19154      | 1901    |          | Avenida Ferroviaria              | [ 13 ]      |
|      | G&Q No. 45             | 1’D                | Baldwin Locomotive Works | 60529      | 1928    |          | Guayaquil & Quito Railway        | [ 14 ]      |
|      | G&Q No. 53             | 1’D                | Baldwin Locomotive Works | 75585      | 1952    |          | Guayaquil & Quito Railway        | [ 15 ]      |
|      | G&Q No. 15             | 1’D                | Baldwin Locomotive Works | 60182      | 1905    |          | Estacion del Tren Riobamba       | [ 16 ]      |
|      | G&Q No. 38             | 1’D                | Baldwin Locomotive Works |            |         |          | Guayaquil & Quito Railway        | [ 17 ]      |

## Lokomotiven mit Spurweite 600 mm
| Foto | Nummer oder Name                                | Bauart / Achsfolge | Hersteller         | Fabrik-nr. | Baujahr | Historie | Eigentümer / Betreiber / Strecke | Bemerkungen |
| ---- | ----------------------------------------------- | ------------------ | ------------------ | ---------- | ------- | -------- | -------------------------------- | ----------- |
|      | ? No. ?                                         | B1                 | Decauville         | 60692      | 1926    |          | Ingenio Luz Maria                | [ 18 ]      |
|      | San Carlos Lynch of Santiago de Guayaquil No. 3 | 1’C                | Orenstein & Koppel | 4187       | 1910    |          | Ing. San Carlos                  | [ 19 ]      |